# Fuxianhuia
Genre
Espèce
Fuxianhuia est un genre éteint d'arthropodes supérieurs ou euarthropode (Euarthropoda) des Schistes de Maotianshan.
Des scientifiques ont découvert un fossile parfaitement conservé vieux de 520 millions d'années. Il s'agit d'un des animaux fossilisés les plus anciens.
Cet arthropode supérieur ou euarthropode (Euarthropoda) dispose de tentacules primitifs sous sa tête. C'est un des exemples le plus ancien de système nerveux. On note la ressemblance de cet animal avec les céphalopodes actuels.
Ces tentacules servaient apparemment à pousser dans sa bouche la nourriture récoltée sur le fond marin. Ces tentacules éclairent l'évolution des arthropodes qui incluent crustacés et insectes.
Une seule espèce connu : Fuxianhuia protensa.